# Eyalet di Hüdavendigâr
L'eyalet di Hüdavendigâr fu un eyalet dell'Impero ottomano, nell'area della Penisola anatolica.

## Geografia antropica

### Suddivisioni amministrative
L'eyalet venne suddiviso in 8 sangiaccati:
1. Sangiaccato di Hüdavendigâr (Bursa)[2]
2. Sangiaccato di Karahisar-i Sahip
3. Sangiaccato di Kütahya
4. Sangiaccato di Bilecik
5. Sangiaccato  di Biga
6. Sangiaccato di Karasi
7. Sangiaccato di Erdek
8. Sangiaccato di Ayvalık